# Svetovni pokal v smučarskih poletih 2014
Svetovni pokal v smučarskih poletih 2014 je bila sedemnajsta uradna sezona svetovnega pokala v smučarskih poletih nagrajena z malim globusom kot del iste sezone svetovnega pokala v smučarskih skokih.

## Koledar

### Moški
| Št. | Sezona | Datum           | Kraj                     | Letalnica  | Vel. | Zmagovalec    | Drugi                 | Tretji                | Rumena majica | Ref.  |
| --- | ------ | --------------- | ------------------------ | ---------- | ---- | ------------- | --------------------- | --------------------- | ------------- | ----- |
| 98  | 1      | 11. januar 2014 | Tauplitz/Bad Mitterndorf | Kulm HS200 | LE   | Noriaki Kasai | Peter Prevc           | Gregor Schlierenzauer | Noriaki Kasai | [ 2 ] |
| 99  | 2      | 12. januar 2014 | Tauplitz/Bad Mitterndorf | Kulm HS200 | LE   | Peter Prevc   | Gregor Schlierenzauer | Noriaki Kasai         | Peter Prevc   | [ 3 ] |

## Lestvica
| Uvr. | po 2 tekmah           | 11/01/2014 Kulm | 12/01/2014 Kulm | Skupaj |
| ---- | --------------------- | --------------- | --------------- | ------ |
| 1    | Peter Prevc           | 80              | 100             | 180    |
| 2    | Noriaki Kasai         | 100             | 60              | 160    |
| 3    | Gregor Schlierenzauer | 60              | 80              | 140    |
| 4    | Simon Ammann          | 24              | 50              | 74     |
| 5    | Jurij Tepeš           | 50              | 22              | 72     |
|      | Severin Freund        | 36              | 36              | 72     |
| 7    | Kamil Stoch           | 40              | 29              | 69     |
| 8    | Jan Matura            | 20              | 40              | 60     |
| 9    | Robert Kranjec        | 45              | 13              | 58     |
| 10   | Anders Fannemel       | 11              | 45              | 56     |
| 11   | Manuel Poppinger      | 22              | 32              | 54     |
| 12   | Andreas Wellinger     | 32              | 12              | 44     |
|      | Wolfgang Loitzl       | 20              | 24              | 44     |
| 14   | Michael Hayböck       | 26              | 15              | 41     |
| 15   | Maciej Kot            | 12              | 26              | 38     |
| 16   | MacKenzie Boyd-Clowes | 29              | 0               | 29     |
| 17   | Marinus Kraus         | 15              | 11              | 26     |
| 18   | Rune Velta            | 5               | 20              | 25     |
| 19   | Piotr Żyła            | 16              | 7               | 23     |
| 20   | Antonín Hájek         | 10              | 9               | 19     |
| 21   | Jernej Damjan         | 0               | 18              | 18     |
| 22   | Martin Koch           | 13              | 3               | 16     |
|      | Daniel-André Tande    | 0               | 16              | 16     |
| 24   | Jan Ziobro            | 14              | 1               | 15     |
| 25   | Jakub Janda           | 0               | 14              | 14     |
| 26   | Jaka Hvala            | 7               | 6               | 13     |
| 27   | Michael Neumayer      | 3               | 8               | 11     |
|      | Lukáš Hlava           | 9               | 2               | 11     |
| 29   | Stefan Kraft          | 0               | 10              | 10     |
| 30   | Yūta Watase           | 8               | —               | 8      |
| 31   | Gregor Deschwanden    | 2               | 5               | 7      |
| 32   | Andreas Wank          | 6               | 0               | 6      |
| 33   | Jarkko Määttä         | 4               | 0               | 4      |
|      | Klemens Murańka       | DSQ             | 4               | 4      |
| 35   | Tomaž Naglič          | 1               | 0               | 1      |

| Uvr. | po 2 tekmah | Točke |
| ---- | ----------- | ----- |
| 1    | Slovenija   | 342   |
| 2    | Avstrija    | 305   |
| 3    | Japonska    | 168   |
| 4    | Nemčija     | 159   |
| 5    | Poljska     | 149   |
| 6    | Norveška    | 97    |
| 7    | Češka       | 90    |
| 8    | Švica       | 81    |
| 9    | Kanada      | 29    |
| 10   | Finska      | 4     |